# Кирдалу
Ки́рдалу (эст. Kirdalu) —  деревня в волости Саку уезда Харьюмаа, Эстония. 

## География и описание
Расположена в северной части Эстонии. На севере граничит с деревней Тыдва, на северо-востоке с Локути на юге с Куртна, на востоке с Тагади, на юго-западе с поселком Кийза. Высота над уровнем моря — 62 метра.
Климат умеренный. Официальный язык — эстонский. Почтовый индекс — 75505.

## Население
По данным переписи населения 2021 года, в Кирдалу насчитывалось 92 жителя, из них 83 (91,2 %) — эстонцы.
По данным переписи населения 2011 года, в деревне проживали 86 человек, из них 74 (97,7 %) — эстонцы.
Численность населения деревни Кирдалу по данным переписей населения:
| Год  | 1959 | 1970 | 1979 | 1989 | 2000 | 2011 | 2021 |
| ---- | ---- | ---- | ---- | ---- | ---- | ---- | ---- |
| Чел. | 73   | ↗ 83 | ↘ 50 | ↘ 41 | ↗ 67 | ↗ 86 | ↗ 92 |

## История
Первые упоминания о деревне относятся к 1565 году (Kyrdle) и содержатся в описаниях событий Ливонской войны. В источниках 1725 года населённый пункт упоминается как Kirdall.
Во времена Российской империи населённый пункт назывался село Куртна-Кирдаль. 
В деревне находится бывшая мыза (имение) Кирдаль (нем. Kirdal, Кирдалу, эст. Kirdalu mõis), основанная в 1662 году. Первым её владельцем был Густав фон Врангель. В 1774 году она стала побочной мызой рыцарской мызы Куртна и оставалась таковой до земельной реформы 1919 года. В 1920—1930-х годах на землях национализированной мызы Кирдаль сформировалось поселение Кирдалу, в 1945 году получившее статус деревни.
Главное здание мызы представляет собой деревянное одноэтажное здание. В настоящее время в центре бывшей мызы располагается небольшая ферма.
На территории Кирдалу были обнаружены два жертвенных камня, относящихся к бронзовому веку. Оба археологических памятника находятся под защитой государства.

## Транспорт
Из Таллина в Кирдалу ходят уездные автобусы № 164, 178 и 350.

## Комментарии
1. ↑  Эстонские топонимы, оканчивающиеся на -а, не склоняются и не имеют женского рода (исключение — Нарва)